# S6K1
Le S6K1 (« S6 kinase 1 ») est une protéine ribosomique à type de kinase dont le gène, RPS6KB1 est situé sur le chromosome 17 humain.

## Rôles
Il contribuerait à la survenue d'une résistance à l'insuline et d'un diabète de type 2 par l'intermédiaire du système mTOR. Son absence, chez un modèle animal, protégerait contre l'obésité et préserverait la sensibilité à l'insuline, en empêchant la prolifération des adipocytes au cours d'un régime riche en graisse.

## Cible thérapeutique
Plusieurs molécules inhibitrices du S6K1 sont en cours de développement pour traiter le diabète.